# 春野櫻
春野櫻（春野サクラ，Haruno Sakura），是漫畫和動畫《火影忍者》的女主角。精通醫療忍術，在第四次忍界大戰中跟漩渦鳴人和宇智波佐助被稱為新的三忍，結局篇與宇智波佐助結為連理，冠夫姓為宇智波櫻，育有一女宇智波紗羅妲。櫻現為木葉高層，主理醫療事務。

## 人物

### 個人檔案
- 個性：模範生、重友情、勇敢、守規矩，第一部設定的春野櫻有雙重人格（里人格），這個里人格設定在第二部疾風傳消失。
- 父亲：春野兆
- 母亲：春野芽吹
- 丈夫：宇智波佐助
- 兒女：宇智波佐良娜
- 喜歡的食物：餡蜜、酸梅
- 討厭的食物：超辣料理
- 興趣：問答遊戲、默背	II
- 第七班：宇智波佐助 、漩渦鳴人
- 喜歡的人：宇智波佐助
- 師傅：綱手
- 忍者學校畢業年齡：12
- 中忍升級年齡：14
- 查克拉性質：水、土、陰、陽[5]
- 希望交手的對象：山中井野
- 經典名句：混帳東西!／開什麼玩笑!／混蛋鳴人!／請你們...這次就好好的看著...我的背影吧！/
- 喜歡的話：這一生都是為了愛!（第一部）／勇氣（第二部）

### 外貌與性格
在漫畫第1卷第3話首次出現，粉紅色長髮（中忍考試之後改蓄短髮）與碧色雙眼為其特徵。
在動畫原創中她常常責罵一直暗戀自己的鳴人為『笨蛋』，甚至痛扁他一頓，令鳴人每次在動畫出場時大多都要被小櫻揍扁一番，但是在原作漫畫中的小櫻並非這樣經常暴力對待鳴人，事實上小櫻心底裏面並非真的那麼厭惡鳴人，實際上她視鳴人為最信任的友人，對鳴人也是相當的關心，鳴人也將小樱視為初戀情人，並且曾經一直在心底裏暗戀她。
在《火影忍者秘傳·者之書》（140＆141頁），作者岸本齊史對兩人關係記載如下：“對於鳴人，小櫻最初認為不過是一個挑撥他和佐助之間關係，擾亂事態的討厭傢伙，可是當一起執行過幾次任務之後，回想過去，小櫻發現，困難的時候、絕望的時候，常常守護自己、鼓勵自己的正是那個討厭的鳴人。對鳴人抱有什麼樣的看法，現在的小櫻還沒有找到答案。”
官方資料集《臨之書》（第103頁），岸本齊史對小櫻有這樣的描述：「連小櫻自己也没察覺到對鳴人的感情，可能比佐助的還要深。雖然現在還談不上是愛情，但日後則很難説呢！」，小櫻自己沒有意識到他對鳴人的感情，卻在劇情裡不知不覺表現出來了，比如佩服鳴人時會臉紅、為了鳴人甘願放棄中忍考試。
雖然小櫻得到男主角漩渦鳴人的暗戀和愛慕，但是她在童年和少女的時期，她暗戀的對象是宇智波佐助，所以跟同樣喜歡佐助的童年好友山中井野展開競爭。
在第一部，春野櫻與漩渦鳴人及宇智波佐助同屬下忍中的第七組，那個時候的小櫻非常迷戀佐助，她的性格很剛強、但也有柔弱的一面，她具有良好的查克拉控制能力與清晰的腦力；忍者學校時期筆試成績一向優異，她的老師旗木卡卡西亦曾指出她擁有幻術的天份。
在宇智波佐助離開木葉村後，春野櫻拜了「傳說中的三忍」第五代火影——綱手為師，她學習了高超的醫療忍術，因此到第二部時，她展現超群的醫療技術，她又習得了綱手真傳的「千手一族」特有的怪力、後來在第二部加入了大和領軍的第七班，與漩渦鳴人和佐井同組。
另外，特別的是在她內裡，似乎還存在著另一個里人格，而且其性格跟現實的自己出入更大（第二部開始，另一個里人格很少再出現。）但不管如何，她對朋友始終是真誠對待，有需要時更連自己的性命亦可奉獻出來，這在第二部便能清楚看出其性格及實力。她永不服輸的性格更是深深感染其他人，小櫻和鳴人在第二部的關係越來越好，她對鳴人由第一部的討厭到第二部的信賴和喜歡，甚至到了友情以上，戀人未滿的關係。作者岸本斉史在漫畫連載到第二部的時候，也曾經想過最後讓鳴人和小櫻在結局的時候在一起。
她更曾和千代婆婆聯手擊敗『曉』之成員赤砂蠍。這正證明了她和第一部中柔弱的她有很大分別--因為她無論在能力及思想層面，均已經成長。

### 身世與經歷
小櫻童年時，因為大家都叫她『寬額頭』，所以小櫻感到很自卑，也常用長長的瀏海蓋住額頭，以免被別人拿來取笑。只有山中井野不取笑小櫻，反而送她一條緞帶，讓小櫻以可愛的姿態、向其他友人展示其額頭。
因為與井野一起，小櫻的自信心漸漸堅強起來，也因此她和井野成了形影不離的好朋友。但是有一天，小櫻聽說井野也和自己一樣暗戀佐助，兩人就由好朋友變成了情敵。
此後的出現，不是說對方是『寬額頭』或『井野豬』，就是白著眼睛、握著拳頭，似乎想狠狠揍對方一頓；儘管如此，其實在她們心裡一直把對方視作畢生好友，並在公平競爭中一起成長。
跟鳴人、佐助在第四次忍界大戰中被稱為新的三忍。

## 劇情表現

### 第一部

#### 波之國篇
小櫻在旗木卡卡西準備對鳴人使出千年殺時，很快把他所結的「虎」印認出，並不顧後果揚聲提醒鳴人。由此可見其快速分析及強記憶力。在鈴鐺測試時眾人各自行動，小櫻中了卡卡西的幻術，誤會佐助受了重傷而露出破綻，最後卡卡西再一次測試，鳴人被綁在木柱上表示肚子餓，櫻主動餵鳴人吃飯，因此打破卡卡西之前立下的規矩，但同時也肯定了三人，最後第七班成功通過卡卡西的生存測試。

小櫻受佐助和鳴人的保護，在波之國任務的表現未見突出。但進行爬樹訓練時，在卡卡西指導後一點即通，一口氣爬到樹頂，連鳴人和佐助也望塵莫及。卡卡西指小櫻的查克拉控制能力，比鳴人和佐助更優秀。
另外，小櫻在面對危險時（如面對兩名霧隱中忍時），沒有退縮，以保護委托人為已任。在鳴人與再不斬對峙時，也為他擔心。經過這任務後，她與其他成員感情大增。

#### 中忍考試篇
進行筆試時，小櫻依靠自己的知識，沒有作弊就把考題全部完成。小櫻怕鳴人筆試失敗，為了不讓鳴人成為火影的夢想落空，曾想主動放棄考試。但聽到鳴人充滿自信的宣言後，櫻放棄這個想法，並對他刮目相看。
順利進入第二關，第七班來到死亡森林。大蛇丸偽裝成考生並攻擊鳴人和佐助，兩人倒下。小櫻決心保護二人，但同時音忍來攻。初時李洛克出手保護小櫻，但很快也被打敗。小櫻意識到自己不能再依賴別人，為了同伴，主動然迎擊敵人，甚或把長髮割斷來掙脫敵人的束縛。最後，進入咒印狀態的佐助把敵人擊退。小櫻被突然變得暴力的佐助嚇一跳，從後擁抱以阻止他。經此一役，小櫻受了重傷並留了短髮。
考試的初試選拔時，小櫻的對手是兒時玩伴山中井野。小櫻故意取笑井野，讓她完全發揮實力與自己對戰。經過波之國的任務後，小櫻的實力大大提高，令眾人非常驚訝，甚至連卡卡西也是在此時才發現。對打了十分鐘後，井野一度以身心轉換術控制小櫻心智，但鳴人的呼喚令小櫻回復過來，最終二人同時作最後一擊，但因雙方的查克拉不足，無法再作攻擊，和局收場。

#### 毀滅木葉篇
音忍與砂忍(大蛇丸殺了第四代風影後，並假扮成其來指使砂忍進攻木葉)在中忍考試期間進攻木葉，全場觀眾中了藥師兜的幻術。只有小櫻和奈良鹿丸、上忍阿凱和卡卡西自行解了幻術，卡卡西指小櫻的幻術天分非常高。
後來與鳴人和忍犬帕克追趕上我愛羅與佐助，小櫻為了保護受傷的戰友，用身體主動擋住我愛羅的攻擊，後被凝沙釘在樹上以致昏迷。鳴人為救小櫻，最終把我愛羅打敗。

#### 佐助奪還篇
佐助為追求力量，決定到音忍村追隨大蛇丸。小櫻企圖阻止他，但佐助的決意令她傷心萬分。她提出很多第七班的回憶，甚至向佐助表白(動畫第109集)，用盡方法來留住他。但最後，佐助把小櫻擊昏，對她說「謝謝你，小櫻」，然後離開。
佐助離開後，第五代火影綱手下任務組織五位下忍把佐助帶回木葉，小櫻本想跟隨但被綱手駁回，於是哭求最信任的朋友鳴人，請求他把佐助帶回來。而在內心中一直暗戀小櫻的鳴人也答應小櫻，會盡其一生來實踐諾言。
在結尾，小櫻看望鳴人之後，對只能請求鳴人的情況感到自責，因而拜託綱手收自己為徒。

### 第二部
小櫻的裝束變得比較輕便，護額的布帶也變成紅色。此時的她已經拜綱手為師，學得怪力和醫療忍術。綱手指她是她所見過最有天分的醫療忍者。她的分析、判斷與戰鬥力均大大提高，連鳴人和卡卡西也驚嘆她的成長。千代婆婆稱小櫻有綱手的影子，卡卡西更指小櫻未來會超越綱手。

#### 風影奪還篇
我愛羅被「曉」抓去，第七班被派往增援砂忍。連千代婆婆等高手也無法處理的勘九郎的傷，小櫻卻很快作出診斷，為他成功除毒，其醫療忍術可見出色。
後來小櫻與千代婆婆聯手對抗「曉」的赤砂蠍，千代指出小櫻的缺點是缺乏實戰經驗。對戰初期，由千代控制小櫻與蠍對峙。蠍的傀儡的攻擊圍困住小櫻，並放出毒氣，小櫻以起爆符擺脫攻擊和毒氣。小櫻也開始熟習戰鬥，接下來開始不受千代幫忙，自行攻擊。
她打破蠍的傀儡，逼蠍露出真身。蠍以「第三代風影」傀儡迎戰，小櫻把第三代風影的磁遁忍法-鐵礦砂結襲一一以怪力飛踢開。但不幸她和千代也中了毒，小櫻拿出替勘九郎治療時，多調配出的兩份解毒劑。其中一份交給千代，自己吃下同樣卻只能維持三分鐘的解毒劑，獨自攻擊蠍。那是連蠍也需要對著藥方才能調出的解藥，但小櫻卻能即場調出，她的能力令蠍吃驚。
最後，千代與小櫻合作，小櫻以怪力擊破蠍的傀儡身體。蠍雖然馬上更換身體，因千代把他的再生核刺穿而死亡。
小櫻最後從蠍口中得知，十天後草忍者村的天地橋，曉安排在大蛇丸身邊的臥底會出現。

#### 佐助再會篇
小櫻回木葉向綱手報告關於蠍提供的情報，第七班重組並派往執行救出宇智波佐助的任務。小櫻與新隊長大和、新隊員佐井、鳴人一起出發。在路上，祭說佐助壞話，鳴人怒不可遏想打他，但被小櫻阻止。小櫻卻一拳打往祭，並說：「你不必原諒我。」，更指如果他再說佐助壞話，便不會手下留情。
其後來到天地橋，他們等人與大蛇丸和兜對峙。鳴人被大蛇丸刺激而激發九尾之力，小櫻想喚醒鳴人但反被失去理性的鳴人所傷。小櫻一度擔心鳴人而流淚，因為自己沒有幫到鳴人而感到很內疚，大和安慰她不是這樣的，並且告訴她：“重要的是你是否關心”，最後大和一句話：“小櫻，其實你對鳴人……”鳴人恰好甦醒，大和的話中斷。為不讓鳴人難過，櫻隱瞞了自己被鳴人所傷的事實。↵到大蛇丸基地後，祭被認定三番四次背叛他們。小櫻在找到祭後，馬上衝上前大罵，但佐助的呼喚令她停下來。相隔三年，佐助稱斬斷所有感情，除了怨恨，並與鳴人等發生戰鬥。小櫻對佐助的成長大為驚訝，不顧一切衝前攻擊佐助以帶他回木葉。但攻擊未至，大和先行替她擋住。小櫻是第七班中唯一沒有跟佐助交手的人。↵最後，佐助跟大蛇丸離開。小櫻安慰鳴人：「你在這裡哭，也不會把佐助哭回來。但接下來，我也會跟你一起變強！」可見第二部中的小櫻已經變得堅強。

#### 飛段・角都篇
在阿斯瑪死後跟著鳴人和祭一同到達飛段、角都的戰場，並對鳴人的新術「風遁.螺旋手裏劍」感到驚訝。為了變的更強的鳴人在卡卡西的指導下開始了忍術修煉，可到了第二階段鳴人一直完成不了。深夜，鳴人和春野櫻在不同的地方由於對佐助的思念而不能入睡，櫻看著以前第七班的合照而流淚。
往後第十班與不死二人組交手，丁次、井野、卡卡西三人對付角都，鹿丸一個對付飛段。陷入危機的卡卡西等人在危急關頭被第七班四人所救，鳴人對付角都獲勝，櫻和佐井前往支援但趕到之時鹿丸已收拾對手。事後鳴人因為使用“風遁·螺旋手裡劍”導致手部受了較嚴重的創傷，櫻為他治療時候關心地叮囑他不要亂用此術，鳴人說看到她就感覺和佐助更接近了，讓人感覺到三人友誼的溫暖。

#### 自來也VS培因・佐助VS鼬篇
第七班與第八班的犬塚牙、日向雛田及油女志乃和卡卡西隊長出發追捕宇智波鼬，以求找到同樣追捕鼬的佐助與他新成立的「蛇」小隊，還有得到「曉」的情報。
小櫻與卡卡西的兩隻忍犬一組，曾發現佐助的氣味。但與香燐擦身而過後，氣味便消失。隨後聽到爆炸聲，便趕往爆炸現場(地達羅和佐助交戰後的現場)，牙發覺佐助微弱的氣味，眾人跟隨牙去找。但香燐使計攘亂他的嗅覺，鳴人便以無數影分身去找佐助。現在眾人被宇智波斑(宇智波帶土假扮成其)阻擋去路，小櫻等人更從絕口中得知佐助殺了鼬並重傷。他們追趕斑(帶土)去找佐助和鼬，但被斑(帶土)先一步用--神威--把佐助帶走。由於找不到佐助，眾人返回木葉忍者村。

#### 培因來襲篇
六道佩恩攻入木葉，木葉的忍者與其進行殘酷的戰鬥。其中一個佩恩用通靈之術召喚了一隻大蜈蚣，蜈蚣追殺著平民及一部分穿著馬甲的忍者。正在危機關頭櫻趕到並將其秒殺。
木葉被佩恩夷為平地，心痛欲絕而又無助的櫻第一時間想到鳴人，並大喊：“鳴人快回來啊！”話音剛落，本在妙木山修煉仙術的鳴人發覺異樣，同蛤蟆文太等通靈獸急忙趕回木葉，並與佩恩激戰。後雛田被佩恩打傷，櫻對其進行了治療，雛田逐漸康復。回來的鳴人受到了大家的歡迎，櫻上前先是說：“總是這樣胡來！”然後打了一拳後抱住他說：“謝謝你。”

#### 五影篇
小櫻和阿凱小隊趕到鳴人與培因戰鬥後的現場，發現了因為重傷倒臥在地的雛田，並且為她療傷。回到木葉之後從牙口中得知段藏對佐助下達處決許可，祭因為被下了毒咒，不能提及段藏身分（否則會因為麻痹而而全身無法動彈）。與雲隱使者交手後，得知佐助擄走八尾祭品--殺人蜂一事。後來與祭、牙、小李到鐵之國尋找鳴人的蹤跡，之後小櫻與鳴人見面同時並向他表白（但被鳴人認為她不是出自真心），被鳴人以「這種玩笑一點都不好玩，討厭對自己說謊的傢伙」為由拒絕。
事後與祭、牙、小李離去，開始尋找佐助。祭在對話中告訴鳴人，包含小櫻在內，與鳴人同屆的忍者們決定追殺佐助，牙捕捉到佐助氣息後，櫻想迷倒大家單獨找佐助，但被佐井制止。幾人與佐井開戰，櫻趁機迷倒眾人，並在佐助要殺香燐之前趕到。面對變化巨大的佐助，櫻不寒而栗，謊稱要與佐助一起背叛木葉，正思考要給佐助最後一擊時，佐助突然向櫻出手，被卡卡西攔下，並且命令櫻帶香燐退下，治療香燐。之後再次試圖偷襲佐助，卻因下不了手反被佐助捉住，在佐助即將殺死櫻的時候，鳴人出現救下櫻，原第七班集合。可惜佐助仍然被仇恨迷惑，不聽勸阻離去。由於戰鬥中被櫻持的毒苦無劃傷，在佐助離去後一度因藥效發作口吐白沫，櫻懷著歉意替鳴人治療。

#### 忍界大戰篇
小櫻跟著卡卡西所屬的第三部隊前進戰場，再次遇上穢土轉生後的桃地再不斬與白。小櫻根據以往和第七小隊在波之國對抗再不斬的經驗，提醒小李別讓再不斬有機可趁。然而就在小櫻待在醫療部執行治療傷患的期間，醫療部卻發生了醫療上忍遭人暗殺的事件。在針對暗殺上忍的兇手作出實力分析後，小櫻識破偽裝成日向寧次的白絕並將其打回原形，得到情報後，便將白絕的分身交給身旁的醫療忍者，並獨自前往總部。
在611話忍者聯合軍全數抵達，全力抗衡十尾，小櫻幫助鳴人恢復查克拉，直到前四代火影以及佐助等人到場后，第七班正式復活，小櫻與鳴人佐助一起戰鬥。鳴人在被宇智波斑抽走九尾後奄奄一息，我愛羅將其救下，送到櫻處搶救，但由於之前戰鬥中消耗過大，櫻的查克拉嚴重不足，幾乎無法維持醫療忍術，近乎絕望，回想起鳴人曾經的夢想，歇斯底里地大喊，希望喚醒鳴人。為了保住鳴人的性命，櫻一邊打開鳴人胸口，擠壓他的心臟以維持血液循環，一邊為鳴人實行人工呼吸（初吻）。在戰況不斷改變時，大筒木輝夜使出瞳術將小櫻、卡卡西、鳴人與佐助等人轉換到屬於自己的空間，期後佐助被輝夜拉到別處空間，試途分開鳴人與佐助，於是小櫻與帶土和鳴人的分身決定將佐助帶回鳴人所處的空間。小櫻以額頭的百豪查克拉，協助帶土使用瞳術神威，期間帶土身體亦因為百豪查克拉而出現百豪之術時的紋理，因為小櫻的協助，帶土勉強發現佐助所處的空間位置，但帶土與小櫻兩人能力有限，並未成功將佐助救出。最後幸好佐助使用左眼瞳術與小櫻脫下來的衣服換位，並抱住因使用百豪之術過度而虛弱的小櫻。
戰爭尾聲，雖然成功封印了輝夜，但佐助卻聲稱要發動“革命”來改變忍界，打算勸說佐助的櫻卻被佐助施了幻術而昏倒。等到她醒來時，鳴人和佐助正在激烈地交戰著。最後戰鬥以兩人各斷一臂收尾，櫻趕去為兩人施救的時候，受到鳴人感動的佐助向櫻表達了對自己一直以來所作所為的歉意。忍界大戰結束，佐助準備離開村子周遊世界，櫻提出要和佐助一起去，但佐助不願拖累櫻而拒絕了她，臨行前向櫻表示了感謝。

#### 結局篇
第四次忍界大戰落幕多年後，小櫻和佐助結為夫妻，並育有一女宇智波紗羅妲（うちはサラダ）。期後小櫻則負起照料家庭的主要責任，相當關心自己的女兒和其他同齡孩童的互動。

### 慕留人-火影忍者新世代-
动画中提到，小樱与佐助初次约会是在海边，时长两分半钟。

#### 宇智波紗羅妲篇
小櫻雖為紗羅妲母親，但當紗羅妲問及父親佐助「是否配戴眼鏡」時，卻回答得相當不肯定。就此紗羅妲反問小櫻「是否為佐助妻子」令小櫻大怒，一拳將正處於貸款時期的房屋擊毀，並且因為自己把房子擊毀而嚇暈。而在小櫻康復前，女兒紗羅妲因為「戴眼鏡的女人」而困惑著，於是決定與蝶蝶一起決定展開一場「尋找親生父母」的旅程。當小櫻醒來後得知道紗羅妲已經發現家中的「全家福」只是一張鷹小隊的合照，而非她們一家的合照時，小櫻便知道她會執意去找父親佐助問過究竟，就此小櫻趕赴山上的「塔」中，希望為事件解圍。然而另一邊黑衣神秘人（本名宇智波信）和宇智波信兵團已經開始向鳴人和佐助等一行人發動進攻。在小櫻趕到現場後，發現黑衣神秘人在傷害其丈夫和女兒，於是一拳將黑衣神秘人擊潰。可是正當鳴人打算將其帶回木葉審訊時，卻被他們同伴以時空間忍術將黑衣神秘人和其子連同小櫻帶回基地，使小櫻陷入敵人巢穴。及後小櫻與敵人談話，了解他們對「生命」的想法。不久宇智波信便開始對小櫻發動攻擊，後來佐助及時趕到拯救小櫻。最終事件解決過後，小櫻便與佐助、女兒等回去木葉，而紗羅妲對於父母之間的關係亦有了新的了解。

## 術
- 底色為 （杏仁白）色的表示該忍術為動畫、遊戲、劇埸版的原創。

| 招式名稱              | 簡介 | 種類       | 等級  |
| --------------------- | --- | ---------- | ----- |
| 替身術                | 在遇襲的剎那間迅速地用木板代替身體，令對手以為襲擊成功的一種擾亂術。 | 忍         | E[6]  |
| 分身術                | 產生本人殘像分身的基礎忍術。 | 忍         | E[7]  |
| 通靈之術              | 小櫻是濕骨林的契約者，能通靈蛞蝓協助。 | 忍         | B     |
| 蛞蝓大分裂            | 活蝓的能力之一，能分裂成無數的分身，藉此使物理攻擊無效。 | 忍         | -[8]  |
| 蛞蝓·網療治夥         | 與通靈獸活蝓合作的A級忍術，把查克拉分給蛞蝓分身，從而治療、以身體保護、傳送查克拉、感知等等。配合創造再生之術，那是憑一人之力可以保護和治療木葉村數萬人以上的醫療能力。而由於蛞蝓是軟體動物，物理性攻擊是無效的，以致佩恩的超神羅天征也不能將蛞蝓殺死。              | 忍         | A[9]  |
| 怪力                  | 將查克拉集中在身體的一個部位，之後爆發出來，破壞力巨大。 | 體         | -     |
| 亂身衝                | 在《Jump明星終極大亂鬥》中使用，把查克拉化成的電力以時速360km/s注入敵方的身體，痲痺對方的神經系統，使敵方無法控制自己身體動作。 | 忍         | A     |
| 痛天腳                | 只要一腳重踏於地上，便能使土崩山裂的怪力型攻擊。 | 體         | C[10] |
| 櫻花衝                | 是一種從體內瞬間提煉最大限度的查克拉，然後在一瞬間將這些查克拉全部聚集在右拳上的體術。連帶著查克拉將拳頭擊向目標，就連角落裡也會遭到破壞。無論目標有多堅固，在這招面前也會毫無意義。受損的程度是由查克拉的用量決定的，如果是有經驗的忍者，也能把查克拉集中在指尖上。 | 體         | C[11] |
| 忍法·櫻花吹雪         | 於劇場版《雪姬忍法帖》登場，使用大量引爆符飄在敵人身邊，然後引爆，威力強大。 | 忍         | -     |
| 掌仙術                | 不論內傷外傷都可靠放出的查克拉達到驚異的回复速度，即使在醫療班中，能使用的人也是極少數。 | 忍         | A[12] |
| 細患抽出之術          | 用「查克拉手術刀」將患部切開，吸出毒素的同時治療損傷部位，在醫療忍術之中算是高難度的忍術。通常是使用忍術治療之後再配出「解毒藥」來完全治好傷者的。 | 忍         | B[13] |
| 淬毒苦無              | 只要被劃出傷痕，在短時間內就會中毒昏倒，但對於擁有毒性抗體的人無效。 | 體         | -     |
| 結界‧四方封陣         | 在《火影忍者》動畫第三百二十三集中使用，是一種能探知型的結界忍術。 | 封印術、忍 | -     |
| 封印術·陰封印         | 用於將査克拉定量積蓄在額頭的封印，在運用「陰封印·解」解開這個封印後，就會變成肉體再生術的查克拉來源。 | 封印術     | S[14] |
| 百豪之印              | 用陰封印的查克拉作低輸出和微調節，進行瞬間治愈、加強攻擊、提高速度或美容等效果，熟練運用者更可以靠百豪之印使身體機能保持在全盛時期。 | 忍         | S     |
| 忍法創造再生·百豪之術 | 百豪之印解放至全身並維持此狀態，只要沒有受到致命傷，身體都會自動治癒到原狀。 | 忍         | S[15] |

### 腳注
1. 1 2  週刊少年Jump2015年32期，顯示小櫻已冠夫姓
2. ↑  臨之書P.101~鬥之書P.131
3. ↑  翔之书P.009~陣之書P.143
4. ↑  列之書 P.22
5. ↑  陣之書 P.143
6. ↑  臨之書 P.177
7. ↑  臨之書 P.220
8. ↑  鬥之書 P.204
9. ↑  陣之書 P.238
10. ↑  鬥之書 P.251
11. ↑  者之書 P.227
12. ↑  臨之書 P.198
13. ↑  者之書 P.256
14. ↑  鬥之書 P.201
15. ↑  陣之書 P.279

### 資料來源
1. 《临之书》，岸本齐史，台湾东立出版社，ISBN 986-11-1631-1，2003年12月9日
2. 《兵之书》，岸本齐史，台湾东立出版社，ISBN 986-11-4962-7，2005年8月17日
3. 《鬪之书》，岸本齐史，台湾东立出版社，ISBN 986-11-8309-4，2006年6月29日
4. 《者之书》，岸本齐史，台湾东立出版社，ISBN 978-4-08-874247-2，2008年9月9日
5. 《陣之书》，岸本齐史，台湾东立出版社，ISBN 978-986-382-631-6，2015年2月10日